# John Walsh (animateur américain)
Pour les articles homonymes, voir John Walsh et Walsh.
John Edward Walsh, né le 26 décembre 1945 à Auburn (État de New York), est un animateur et producteur de télévision, détective privé, acteur et avocat des droits de l'homme américain. Créateur et présentateur des émissions d'investigation America's Most Wanted et The Hunt with John Walsh, diffusées respectivement sur Fox et CNN, il est connu pour sa lutte contre la criminalité dans laquelle il s'implique depuis le meurtre de son fils, Adam, en 1981. En 2008, le tueur en série Ottis Toole est reconnu comme étant le meurtrier de son fils. Walsh est l'un des propriétaires du National Museum of Crime & Punishment situé à Washington, D.C..

## Jeunesse
John Walsh naît à Auburn dans l'État de New York, en 1945. Il étudie à l'université de Buffalo. Après ses études et son mariage avec Revé Drew en 1971, les jeunes mariés s'installent en Floride où il s'implique dans la construction d'hôtels haut de gamme.

## Meurtre de son fils
Le 27 juillet 1981, à Hollywood (Floride), dans l'après-midi, tandis que la mère d'Adam Walsh, Revé Drew Walsh, faisait des achats dans la galerie marchande, le petit Adam Walsh, 6 ans, jouait à un jeu vidéo de démonstration avec un autre enfant dans le magasin. Faisant du bruit, les enfants sont mis dehors par une agent de  sécurité. C'est à ce moment-là qu'Adam croise la route de son meurtrier Ottis Toole qui était dans sa voiture sur le parking, à l'entrée du rayon jouets. Adam s'approcha de la voiture intrigué par le jouet (un éléphant en plastique) que lui montrait Ottis Toole. Puis Adam est monté dans la voiture de son meurtrier, ils roulent quelques minutes avant de s'arrêter sur une aire d'autoroute. Agacé par les pleurs d'Adam, Toole le frappe violemment à l'estomac et l'étrangle. Adam meurt à la suite de ces violences. Après la mort de celui-ci, Toole le décapite à l'aide d'une machette. Il mit le corps dans le coffre de la voiture et jeta la tête à l'arrière du véhicule. Ottis Toole fit 20 kilomètres avant de jeter la tête dans le canal de Vero Beach (en Floride). Pendant ce temps, sa mère Revé Drew Walsh cherchait Adam ; affolée elle prévint le père d'Adam. John Walsh et tous deux prévinrent la police locale. Ils firent beaucoup d'erreurs pendant leur investigation ce qui ralentit sérieusement l'enquête. Ce n'est que vingt-sept ans plus tard, le 16 décembre 2008, que le chef de la police, Chad Wagner, annonça en présence de John Walsh que Ottis Toole était bel et bien le meurtrier du petit Adam. Le tueur en série Jeffrey Dahmer arrêté en 1991 a Milwaukee dans le Wisconsin a également été suspecté pour le meurtre d'Adam Walsh car lors du meurtre il habitait à Miami Beach et décapitait ses victimes également. Mais John Walsh est toujours sûr que le meurtrier de son fils est bien Ottis Toole.

## Filmographie

### Producteur
- 1994 : Smart Kids
- 1996 : Les Yeux d'un tueur
- 2007-2011 : America's Most Wanted (20 épisodes)

### Réalisateur
- 2004 : America's Most Wanted (1 épisode)

### Acteur
- 1975 : La Famille des collines : M. Keats (1 épisode)
- 1977 : Aspen
- 1982 : Côte Ouest : le directeur artistique (1 épisode)
- 1983 : Special Bulletin
- 1983 : Simon et Simon : Le journaliste sportif (1 épisode)
- 1984 : Mike Hammer : l'annonceur (1 épisode)
- 1984 : Celebrity : le présentateur des informations (1 épisode)
- 1991 : Jesuit Joe : Capitaine Fox
- 1996 : Kenan et Kel : le présentateur de l'émission d'investigation (1 épisode)
- 1999 : Grey Owl : le deuxième trappeur
- 2000 : Press Run : David Brayden
- 2000 : Le Fugitif : le présentateur de l'émission d'investigation (1 épisode)
- 2006 : East Broadway : Clark Douglas

### Apparition dans son propre rôle
- 1992 : American Justice (1 épisode)
- 1992 : One on One with John Tesh (1 épisode)
- 1993 : Docteur Doogie (1 épisode)
- 1994 : Smart Kids
- 1995 : Advenced English: Interview with the Famous
- 1995 : Springfield's Most Wanted
- 1996 : Les Yeux d'un tueur
- 1996 : Medical Detectives (1 épisode)
- 1997 : Millennium: Fact & Fiction
- 1998 : Le Détonateur
- 1998 : Les Héros de la patrouille
- 1998 : The Daily Show (2 épisodes, Peter Gallagher et Olivia Newton-John)
- 1998-2011 : America's Most Wanted (265 épisodes)
- 2000 : COPS (1 épisode)
- 2000-2004 : E! True Hollywood Story (2 épisodes)
- 2001 : The Lone Gunmen : Au cœur du complot (1 épisode)
- 2001 : Dennis Miller Live (1 épisode)
- 2002 : John Doe (1 épisode)
- 2002 : Inside TV Land: Cops on Camera
- 2003 : The John Walsh Show (1 épisode)
- 2003-2008 : Larry King Live (6 épisodes)
- 2004 : The View (1 épisode)
- 2004 : Hawaii's Missing Kids: Eye of the Innocent
- 2005 : Looking for Elizabeth
- 2005 : The Safe Side
- 2005 : At Large with Geraldo Rivera (1 épisode)
- 2005 : Les Maçons du cœur (1 épisode)
- 2005 : Rita Cosby Live & Direct (1 épisode)
- 2005 : THS Investigates: Women Who Kill
- 2005 : Hannity & Colmes (2 épisodes)
- 2005 : Anderson Cooper 360° (1 épisodes)
- 2006 : Prison Break (1 épisode)
- 2006 : This Week (1 épisode)
- 2006 : Infanity (1 épisode)
- 2007 : The Morning Show with Mike & Juliet (1 épisode)
- 2007 : LA Forensics (1 épisode)
- 2008 : Live! with Kelly (2 épisodes)
- 2008-2010 : Entertainment Tonight (6 épisodes)
- 2010 : E! Investigates: Kidnapping of Jaycee Dugard
- 2010 : Good Morning America (1 épisode)
- 2010 : Today (1 épisode)
- 2010 : Hannity (1 épisode)
- 2011 : 63e cérémonie des Creative Arts Primetime Emmy Award
- 2011 : Cold Blood (1 épisode)
- 2012 : The Wendy Williams Show (1 épisode)
- 2013 : Piers Morgan Tonight (1 épisode)
- 2013 : La Femme la plus recherchée d'Amérique